# Kurówka

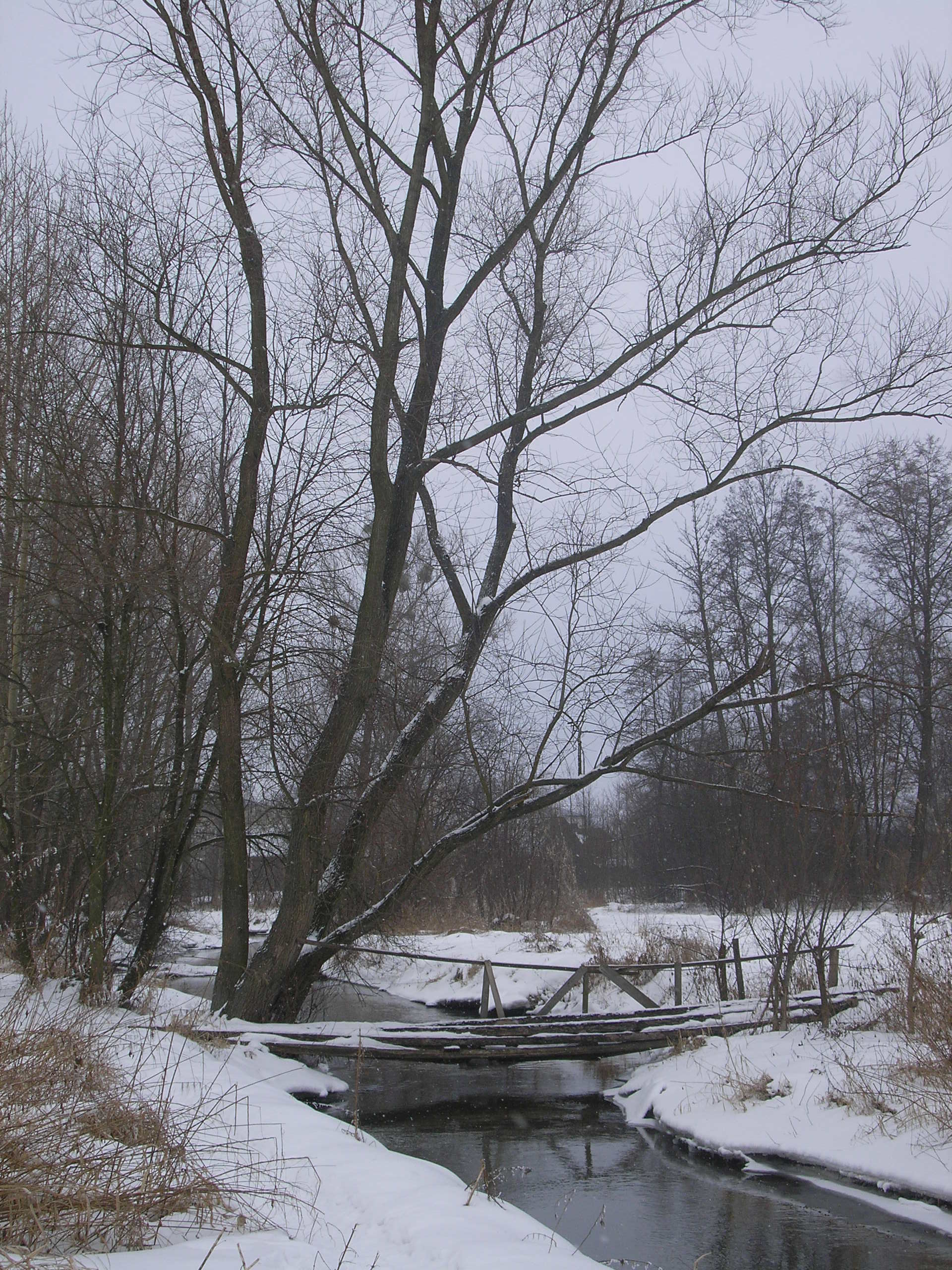
Kurówka.

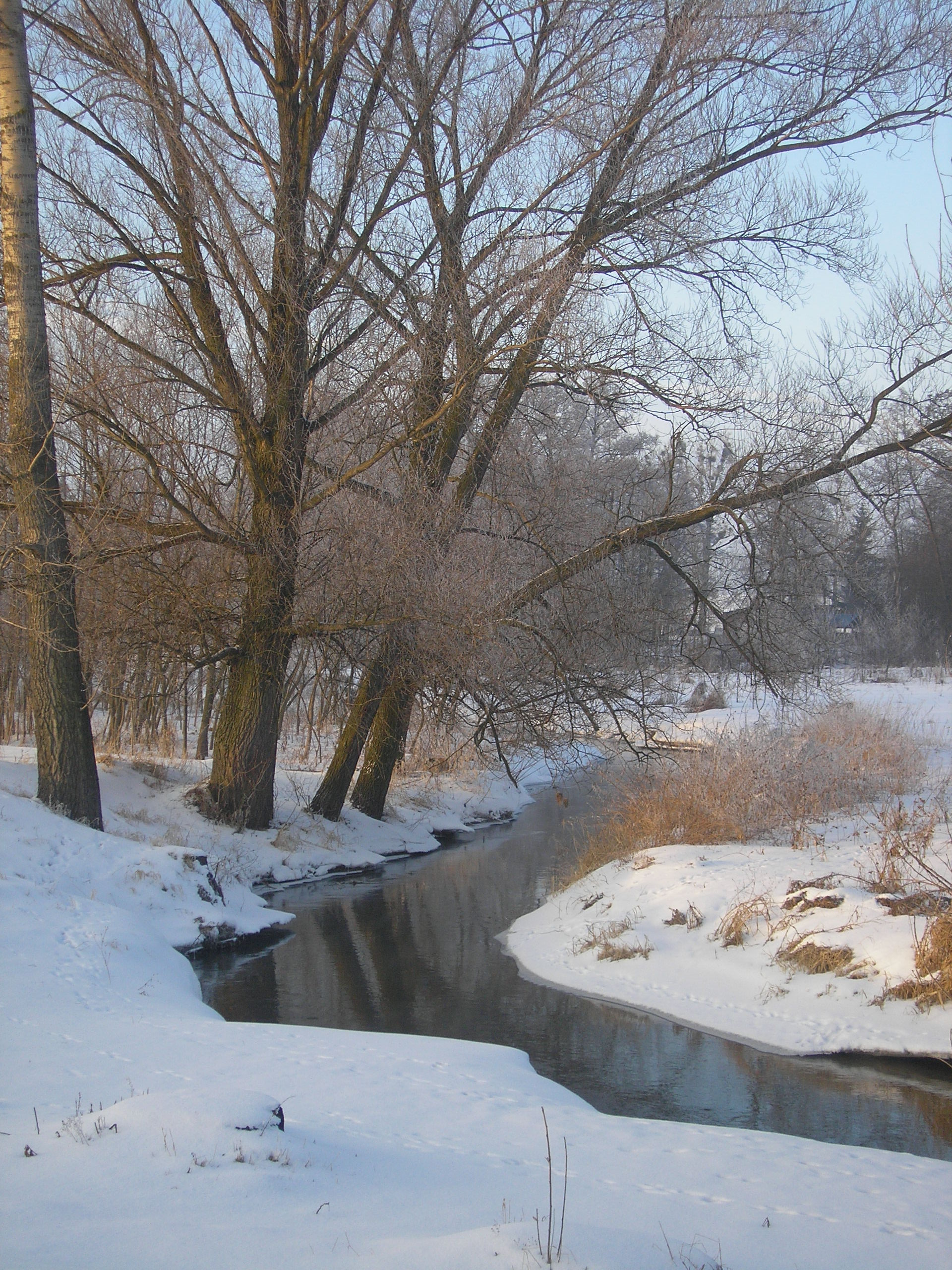
Kurówka.

Kurówka är en 50 km lång å i sydöstra Polen och en av Wisłas högerbifloder. Dess källa ligger nära byn Piotrowice Wielkie. Den passerar bland annat orterna Garbów, Markuszów, Kurów, Końskowola, Opoka och Puławy.